# Kulungwana
Галерея «Kulungwana» (порт. Kulungwana Espaço Artístico) — художественная галерея в мозамбикском городе Мапуту, открытая в 2008 году; расположена в помещении «Sala de Espera» — в зале ожидания местного центрального железнодорожного вокзала (CFM), построенного Гюставом Эйфелем; управляется одноимённый фондом культурного развития, созданным 23 мая 2006 года; проводит временные выставки произведений современного искусства, созданного местными авторами.